# Прапор Старобільська
Прапор Старобільська — офіційний символ разом з гербом міста Старобільськ Луганської області, затверджений у вересні 2001 року рішенням Старобільської міської ради.

## Опис
Прямокутне полотнище з співвідношенням сторін 2:3 розділене на три рівновеликі горизонтальні смуги — білу, зелену, жовту. На верхній смузі в древковому кутку герб міста.

## Значення кольорів
Прямокутне полотнище, яке складається з трьох горизонтальних рівновеликих смуг:
- верхня — білого кольору (уособлення крейдяних гір), в лівому куті — малий герб міста;
- середня частина - зеленого кольору (природні багатства нашого краю);
- нижня — золотавого кольору (ознака хлібородності наших земель).[1]

## Використання прапора міста
Прапор міста підіймається поруч із державним прапором України на державних і приватних закладах і установах під час державних і місцевих свят. Прапор міста встановлюється справа або нижче від державного прапора. Постійно прапор може майоріти лише на будівлях міської ради та комунальних підприємств. 